# Rāyen
Rāyen (persiska: راین) är en ort i Iran.   Den ligger i provinsen Kerman, i den sydöstra delen av landet, 900 km sydost om huvudstaden Teheran. Rāyen ligger 2 193 meter över havet och antalet invånare är 9 623.
Terrängen runt Rāyen är kuperad åt nordväst, men åt sydost är den platt.Runt Rāyen är det glesbefolkat, med 14 invånare per kvadratkilometer. Rāyen är det största samhället i trakten. Trakten runt Rāyen är ofruktbar med lite eller ingen växtlighet.